# Coccophagoides inlacertus
Coccophagoides inlacertus är en stekelart som först beskrevs av Girault 1931.  Coccophagoides inlacertus ingår i släktet Coccophagoides och familjen växtlussteklar. Inga underarter finns listade i Catalogue of Life.